# Songs of Mountain Stream
Songs of Mountain Stream è il secondo album in studio di Carlot-ta. Prodotto da Rob Ellis è uscito il 26 settembre 2014 per l'etichetta indipendente Brumaio Sounds, distribuzione Audioglobe. Il disco si ispira ai paesaggi delle Alpi occidentali e ne utilizza il soundscape come materiale sonoro.
Il disco contiene Sick to the Heart, una cover di Lord Randall, ballata tradizionale scozzese del XIII secolo.

## Tracce
1. Basiliscus
2. Sunday Morning Bells Are Ringin'
3. The Barn Owl
4. The Song of Mountain Stream
5. The River
6. Carl Holz
7. Cypressa
8. L'insinuant
9. Sick to the Heart
10. White Fur
11. Waldeinsamkeit